# ذي الحبر (السياني)

تعديل مصدري - تعديل

ذي الحبر هي إحدى قرى عزلة الهادس بمديرية السياني التابعة لمحافظة إب، بلغ تعداد سكانها 479 نسمة حسب تعداد اليمن لعام 2004.